# Muckle-Wells-Syndrom
Das Muckle-Wells-Syndrom (MWS) ist eine seltene, autosomal dominant vererbte autoinflammatorische Erkrankung. Sie ist nach Thomas James Muckle und Michael Vernon Wells benannt, die sie im Jahr 1962 zuerst beschrieben. Die Prävalenz ist unbekannt, es sind jedoch ca. 135 Fälle beschrieben. Das MWS zählt zu den Cryopyrin-assoziierten periodischen Syndromen (CAPS).

## Symptome
Symptome sind intermittierende Episoden von Fieber, Nesselsucht (Urticaria), Gelenk- und Muskelschmerzen sowie zunehmender sensorineuraler Taubheit. Häufig entwickelt sich eine AA-Amyloidose in Nieren und anderen Organen. Folgen der Nierenbeteiligung sind Proteinurie, nephrotisches Syndrom und chronisches Nierenversagen. Blutsenkung und C-reaktives Protein sind erhöht.
Viele weitere, zum Teil nicht oder nur wenig dokumentierte Symptome sind möglich. Bei akuten Schüben sind außerdem Schmerzen hinter den Augen, warme Hautareale sowie oftmals eine stark verminderte Konzentrationsfähigkeit zu beobachten. Auch starke, unterschiedlich lange Phasen von Müdigkeit sind häufig.
Schwindel, Übelkeit und Phasen von kurzer Bewusstlosigkeit können auftreten.
Die meisten Patienten stellen sich mit den ersten Krankheitssymptomen bei Rheumatologen, Immunologen oder Kinderärzten vor. Die Nierenbeteiligung entsteht erst später.

## Pathogenese
Ursache des Muckle-Wells-Syndroms ist eine Missense-Mutation im Gen NLRP3 (auch CIAS1-Gen genannt) auf Chromosom 1. Das Gen codiert für das Protein Cryopyrin, einen Bestandteil des Inflammasoms, das an Apoptose- und Entzündungssignalwegen beteiligt ist. Cryopyrin führt zu einer gesteigerten Bildung von Interleukin-1β (IL-1β). IL-1β wiederum stimuliert während der Akute-Phase-Reaktion die Synthese von Serum-Amyloid-A-Protein durch Leberzellen (Hepatozyten). Mutationen im NLRP3-Gen führen nicht nur zum Muckle-Wells-Syndrom, sondern können auch andere autoinflammatorische Erkrankungen hervorrufen.
Im Gegensatz zu Autoimmunerkrankungen richten sich autoinflammatorische Erkrankungen nicht gegen das körpereigene Immunsystem. Vielmehr wird die unspezifische Immunabwehr aktiviert, obwohl keine Krankheitserreger wie Viren oder Bakterien den Körper angreifen. Fresszellen (z. B. Makrophagen) sind in diesem Fall besonders aktiv und es finden die gleichen immunologischen Vorgänge statt wie beim Kampf des Immunsystems gegen eine Infektion mit Krankheitserregern. Daher kommt es zu einer Entzündungsreaktion, die den ganzen Körper betrifft (man spricht in solchen Fällen von „systemisch“). Betroffene merken dies dann als Krankheitsschub mit typischen Beschwerden wie Fieber, Schmerzen und Müdigkeit.

## Therapie
Die Therapie erfolgt mit Anakinra (Kineret®, Swedish Orphan Biovitrum AB), einem rekombinanten Interleukin-1-Rezeptor-Antagonisten. Anakinra führt zu einer kompetitiven Hemmung der Bindung von IL-1α und IL-1β an den IL-1-Rezeptor Typ 1 und neutralisiert dessen biologische Aktivität. Die Sicherheit und Wirksamkeit wurde bei CAPS-Patienten mit unterschiedlichen Schweregraden der Erkrankung nachgewiesen. Der Wirkstoff verringert signifikant die Manifestationen des CAPS, einschließlich des Rückgangs von häufig auftretenden Symptomen wie Fieber, Ausschlag, Gelenkschmerzen, Kopfschmerzen, Fatigue und gerötete Augen. Unter der Therapie wurde ein rascher und anhaltender Abfall der Konzentration an inflammatorischen Biomarkern beobachtet sowie eine Normalisierung der inflammatorischen hämatologischen Veränderungen.
Ein weiterer Wirkstoff, um MWS zu behandeln, ist Canakinumab (Ilaris®, Novartis). Canakinumab ist ein monoklonaler Antikörper (Interleukin-1β-Hemmer) und wird meist in Abständen von acht Wochen subkutan gespritzt. Erst kürzlich hat Canakinumab auch für andere Erkrankungen Zulassungen erhalten.
Medikamente, die gegen andere Formen von CAPS wirken (z. B. Colchicin), helfen beim MWS nicht und sind daher nicht indiziert.